# Lophiocarpaceae
Lophiocarpaceae,  biljna porodica u redu klinčićolike raširena od Afrike do južne Azije. Postoje dva roda s ukupno sedam vrsta sukulentnih zeljastih biljaka i polugrmova.
Porodica je opisana 2008. godine, a nastala je dva roda koja su prije bila u različitim porodicama (Corbichonia u Molluginaceae i Lophiocarpus u Phytolaccaceae).

## Rodovi
1. Corbichonia Scop.
2. Lophiocarpus Turcz.